# فرودگاه مائه سوت
فرودگاه مائه سوت (به انگلیسی: Mae Sot Airport) یک فرودگاه همگانی با کد یاتا MAQ است که یک باند فرود آسفالت دارد و طول باند آن ۱۵۰۰ متر است. این فرودگاه در کشور تایلند قرار دارد و در ارتفاع ۲۱۰ متری از سطح دریا واقع شده است.

## شرکت‌های هواپیمایی و مقصدهای پروازی
| شرکت‌های هواپیمایی | مقصدهای پروازی |
| ----------------- | -------------- |
| Nok Air           | دن موئنگ       |
| کان ایر           | چیانگ مای      |